# E-300 Enterprise
E-300 Enterprise — украинский крупногабаритный дрон-камикадзе большой дальности, произведенный украинской, в прошлом, агропромышленной компанией AeroDrone. Способен нести до 300 кг полезной нагрузки и преодолевать расстояние до 3100 км. 

## Боевое применение
2 апреля 2024 года в 5:45, по московскому времени, был атакован завод по производству БпЛА Герань-2 (российский аналог Shahed-136) в городе Елабуга (Татарстан), учитывая расстояние которое преодолел БпЛА можно предположить что был применен именно беспилотник этого типа.